# Sara Heijberg-Ledeboer
Sara Heijberg-Ledeboer (Rotterdam, 20 augustus 1867 – aldaar, 21 februari 1952) was een Nederlands schilder en tekenaar.

## Leven en werk

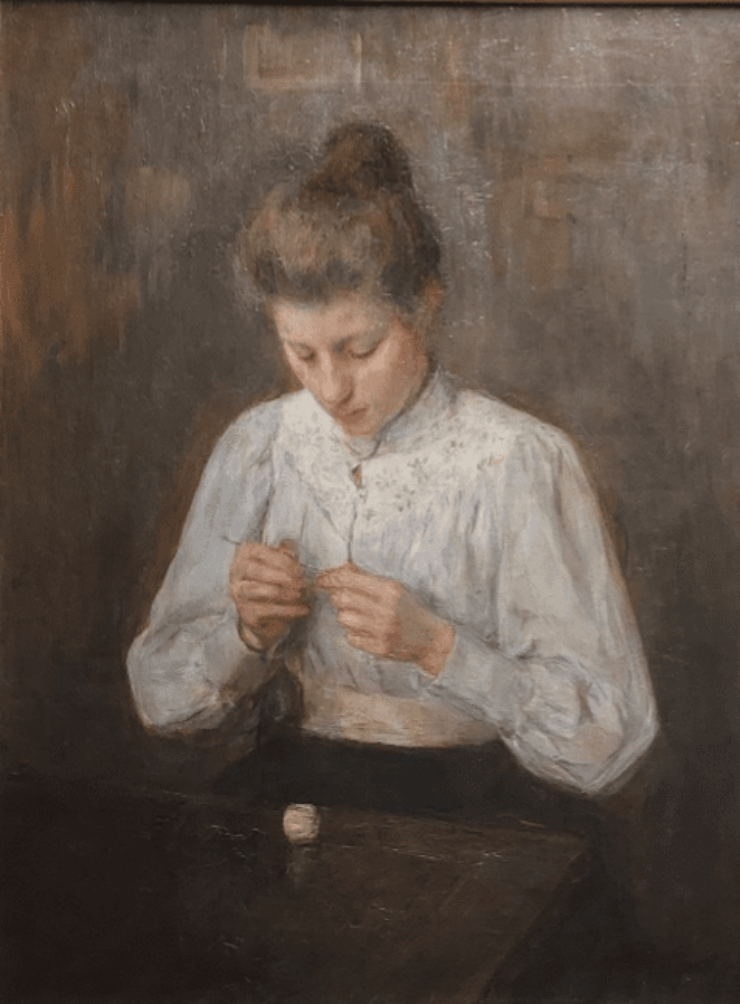
Schilderij van een haakstertje

Sara Ledeboer was een dochter van Corneille André Ledeboer, lid van de fa. G. van Rossem & Co., tabakskopers en karottenfabrikanten, en Jacoba Adriana Bijleveld. Toen zij door Mak van Waay werd benaderd voor zijn kunstenaarslexicon gaf zij desgevraagd op dat ze tot haar spijt geen kunstopleiding had genoten.
Hij verwoordde dat als volgt: "Zij wenscht niet al te veel nadruk te leggen op school of of richting, daar deze haar alle lief zijn." Bekend is dat zij studeerde aan de Academie van Beeldende Kunsten en Technische Wetenschappen in Rotterdam en door Antoon Derkinderen wordt genoemd als leerling aan de Rijksakademie van beeldende kunsten in Amsterdam. Ledeboer schilderde en tekende portretten van meisjes en vrouwen, en stillevens. In 1892 trouwde zij met de Rotterdamse schilder Johannes Gerardus Heijberg (1869-1952).
Heijberg-Ledeboer nam onder meer deel aan de Nationale Tentoonstelling van Vrouwenarbeid 1898 en won een gouden medaille bij de Tentoonstelling van Levende Meesters in 1899 in Amsterdam. Ze exposeerde ook als lid van de Vereeniging Sint Lucas. Vanaf 1915 exposeerde ze -als enige vrouw- meerdere malen met De Rotterdamsche Tien, een club kunstenaars die naast Ledeboer en haar man bestond uit Christiaan Johannes Addicks, Gerard Altmann, Huib Luns, Ferdinand Oldewelt, Adriaan de la Rivière, Martin Schildt, August Willem van Voorden en Jan Harm Weijns.

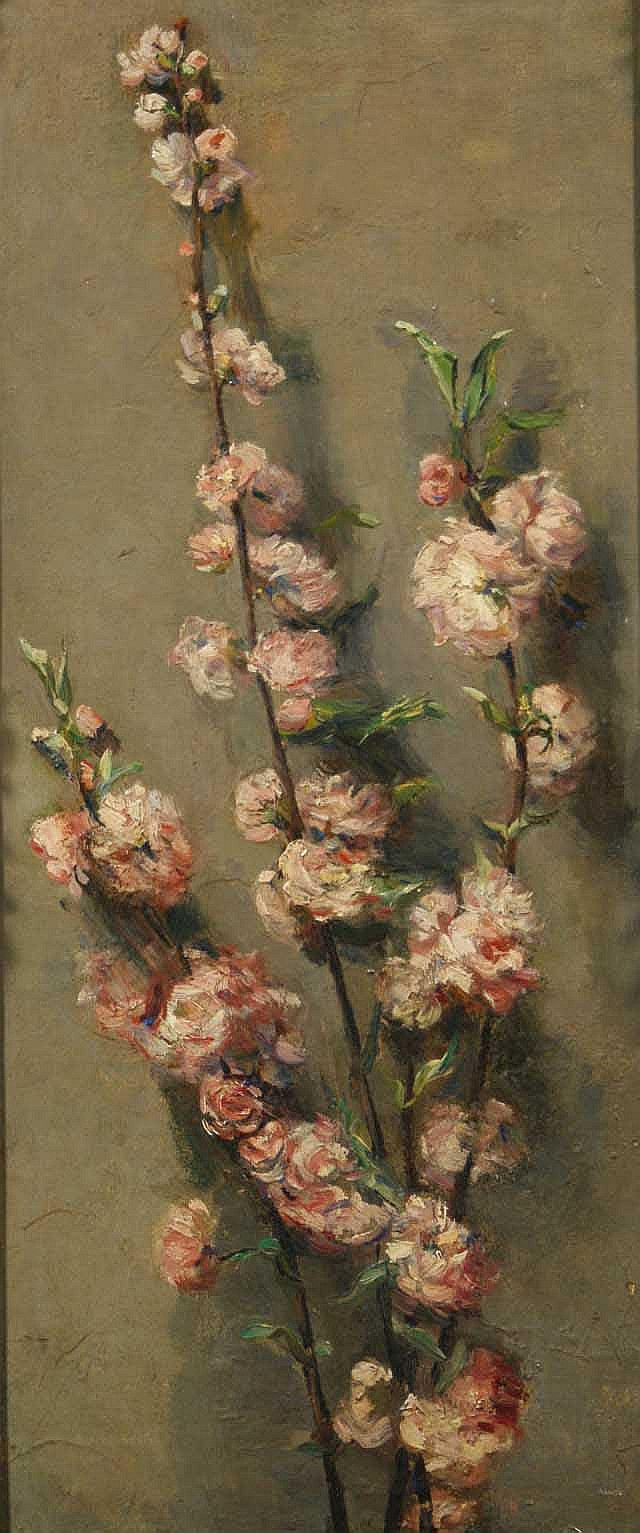
Meibloemen

Sara Heijberg-Ledeboer overleed in 1952 in het Bergwegziekenhuis aan de gevolgen van gasvergiftiging, nadat een maand eerder haar man was overleden. Het echtpaar werd begraven op de Algemene Begraafplaats Crooswijk.
- Biografisch Portaal: 79467853
- RKD-Nederlands Instituut voor Kunstgeschiedenis: 88906